# W Telescopii
W Telescopii är en pulserande variabel av Mira Ceti-typ (M) i stjärnbilden Kikaren.
Stjärnan har en visuell magnitud som varierar mellan +8,5 och 15,0 med en period av 309 dygn.